# Университет китайской культуры
Университет китайской культуры (кит. трад. 中國文化大學, пиньинь Zhōngguó Wénhuà Dàxué) — негосударственный университет на Тайване, находящийся недалеко от национального парка Янминшань в районе Шилин, г. Тайбэй, Тайвань. Университет Китайской Культуры был основан в 1962 году и является одним из крупнейших университетов Тайваня. В настоящее время в нём обучается около 32000 студентов. Дополнительные кампусы находятся в разных районах Тайбэя: Цзяньго, Симэньдин и Чжунсяо. Сотрудничает с ведущими университетами по всему миру.

## История
Первоначально был основан Чжан Циюнем в 1962г и носил название Дальневосточный университет (англ. Far East University), далее был переименован президентом Чан Кайши в 1963г в Колледж китайской культуры (англ. College of Chinese Culture) и наконец, стал называться Университетом китайской культуры в 1980 г. Университет китайской культуры включает в себя 12 колледжей: Колледж гуманитарных наук, Колледж иностранных языков и литератур, Колледж общественных наук, Колледж естественных наук, Аграрный колледж, Коммерческий колледж, Колледж журналистики и массовых коммуникаций, Колледж искусств, Колледж дизайна окружающей среды Юридический колледж, Промышленный колледж и Педагогический колледж.
За последние 30 лет, Университет китайской культуры подвергался множеству изменений. Министерство образования дало университету разрешение на обучение психологии, китайского языка, восточных языков, английского языка, французского языка, немецкого языка, истории, географии, искусства, музыки, драмы, физической культуры, домоводства и архитектуры.

## Институты
- Колледж естественных наук
- Колледж иностранных языков
- Колледж естественных наук
- Юридический колледж
- Колледж общественных наук
- Промышленный колледж
- Аграрный колледж
- Коммерческий колледж
- Колледж журналистики и массовых коммуникаций
- Колледж искусств
- Колледж дизайна окружающей среды
- Педагогический колледж.

## Кампусы
Университет китайской культуры имеет 4 кампуса в городе Тайбэй. Основной кампус находится на горе Янмин, а остальные более маленькие по размеру кампусы расположены в Цзяньго, Симэньдин и Чжунсяо в центре города Тайбэй. Кампус в Цзяньго — это центр изучения китайского языка, а в кампусе Чжунсяо находится Институт международных языков.
Основной кампус находится на горе Янмин с видом на район Тяньму и в 45 минутах езды от центрального железнодорожного вокзала Тайбэя (Taipei Main Station). Этот район известен своими походными тропинками и горячими источниками.

## Музей Хуаган
Основанный в 1971 году, музей при университете, также называется Музей Хуаган, является первым комплексным музеем такого рода на Тайване. В его постоянную экспозицию входят экспонаты из китайской керамики многих веков, современные китайские картины и каллиграфические работы, китайские народные искусства и гравировка на дереве. Некоторые представленные коллекции включают в себя работы Ван Янмина, У Чаншо, Юй Южэня, Пужу, Чжан Дацяня и Ли Мэйшу.